# Nyctimystes latratus
Nyctimystes latratus é uma espécie de anfíbio anuro da família Hylidae. Está presente na Papua Nova Guiné. A UICN classificou-a como deficiente de dados.